# Niederschönhagen
Niederschönhagen este o localitate care este situată la 7 km de orașul Detmold, de care aparține, Nordrhein-Westfalen, Germania. Localități vecine sunt:  Oberschönhagen, Diestelbruch, Vahlhausen și Mosebeck.